# Edolisoma
Edolisoma — рід горобцеподібних птахів родини личинкоїдових (Campephagidae). Представники цього роду мешкають на островах Малайського архіпелагу та Океанії. Раніше їх відносили до роду Шикачик (Coracina), однак за результатами молекулярно-генетичного дослідження, опублікованими в 2010 році, вони були переведені до відновленого роду Edolisoma.

## Види
Виділяють 22 види:
- Шикачик острівний (Edolisoma admiralitatis)[9][10][11]
- Шикачик новокаледонський (Edolisoma anale)
- Шикачик блідий (Edolisoma ceramense)
- Шикачик філіпінський (Edolisoma coerulescens)
- Шикачик кейський (Edolisoma dispar)
- Шикачик сундайський (Edolisoma dohertyi)
- Шикачик цикадовий (Edolisoma holopolium)
- Шикачик чорноплечий (Edolisoma incertum)
- Шикачик атоловий (Edolisoma insperatum)[12][13]
- Шикачик чорний (Edolisoma melas)
- Шикачик чорноволий (Edolisoma mindanense)
- Шикачик палауський (Edolisoma monacha)[14]
- Шикачик чорночеревий (Edolisoma montanum)
- Шикачик сулавеський (Edolisoma morio)
- Шикачик япський (Edolisoma nesiotis)[15]
- Шикачик білоплечий (Edolisoma ostentum)
- Шикачик гальмагерійський (Edolisoma parvulum)
- Шикачик архіпелаговий (Edolisoma remotum)[16]
- Шикачик соломонський (Edolisoma salomonis)
- Шикачик новогвінейський (Edolisoma schisticeps)
- Шикачик суланський (Edolisoma sula)
- Шикачик тонкодзьобий (Edolisoma tenuirostre)